# کابا (شهرستان بازارقرغون)
کابا (به لاتین: Kaba) یک منطقهٔ مسکونی در قرقیزستان است که در شهرستان بازارقرغون واقع شده‌است. کابا ۲٬۴۸۴ نفر جمعیت دارد.